# Edinburg (Texas)
Pour les articles homonymes, voir Edinburg.
La ville d’Edinburg (en anglais [ˈɛdɪnbɜːrɡ]) est le siège du comté de Hidalgo, dans l’État du Texas, aux États-Unis. Le recensement de 2010 a indiqué une population de 81 029 habitants.

## Personnalités liées à la ville
- Bobby Pulido, chanteur, y est né.
- Ire'ne lara silva, écrivaine chicana, y est née.
- Pedro Villarreal, lanceur des Ligues majeures de baseball, y est né

## Source
- (en) Cet article est partiellement ou en totalité issu de l’article de Wikipédia en anglais intitulé « Edinburg, Texas » (voir la liste des auteurs).

1. ↑  « U.S. Census Bureau QuickFacts: Edinburg city, Texas », Bureau du recensement des États-Unis (consulté le 3 août 2024)